# Интрузив
Интрузив (геологија) представља тело магматске стене које је настало хлађењем и кристализацијом магме испод површине Земље. Интрузиви обухватају различите врсте магматских стена од крупнозрних гранита и батолита до финозрних риолита у вулканским ждрелима и каналима. По саставу, интрузивне стене чине различите врсте магматских стена: од густог и тамног ултрабазичног перидотита до светлих киселих магматских стена мале густине попут алкалних гранита и сијенита. 
Тела од магме која очврсну пре него што дођу на површину Земље зову се плутони по Плутону, римском богу подземног света. Добро познати примери магматске интрузије су Ђавоља кула у америчкој савезној држави Вајоминг и Глава шећера у Рио де Жанеиру.
Апикални делови представљају највише делове интрузива.

## Структурни облици
Интрузивне стене постоје у великом броју облика: од величине планина - батолити, до танких испуна пукотина - аплита. Структурни облици су:
- батолит (bathos — дубина, lithos — камен)

Ово су најкрупнији облици плутона, неправилног су облика, често са куполастим апикалним деловима
- дајк
- сил ( — праг)
- нек
- лаколит (lakkos — шупљина, басен, резервоар)
- лополит (lopos — чаша, здела)
- факолит (phacos — сочиво)